# جوزپه د رزا
جوزپه د رُزا (ایتالیایی: Giuseppe De Rosa؛ زادهٔ ۷ نوامبر ۱۹۵۱) بازیگر اهل ایتالیا است.
از فیلم‌ها یا مجموعه‌های تلویزیونی که وی در آن‌ها نقش داشته است، می‌توان به معضل بزرگ، جایی در آفتاب، مارشال روکا، پدر ماتئو، یک پزشک در خانواده، ایمپریا، روسپی درباری کبیر، کنزینگتون جنوبی، دختر زیبا و بچه‌های خیابان اشاره نمود.